# Boat Race 2003

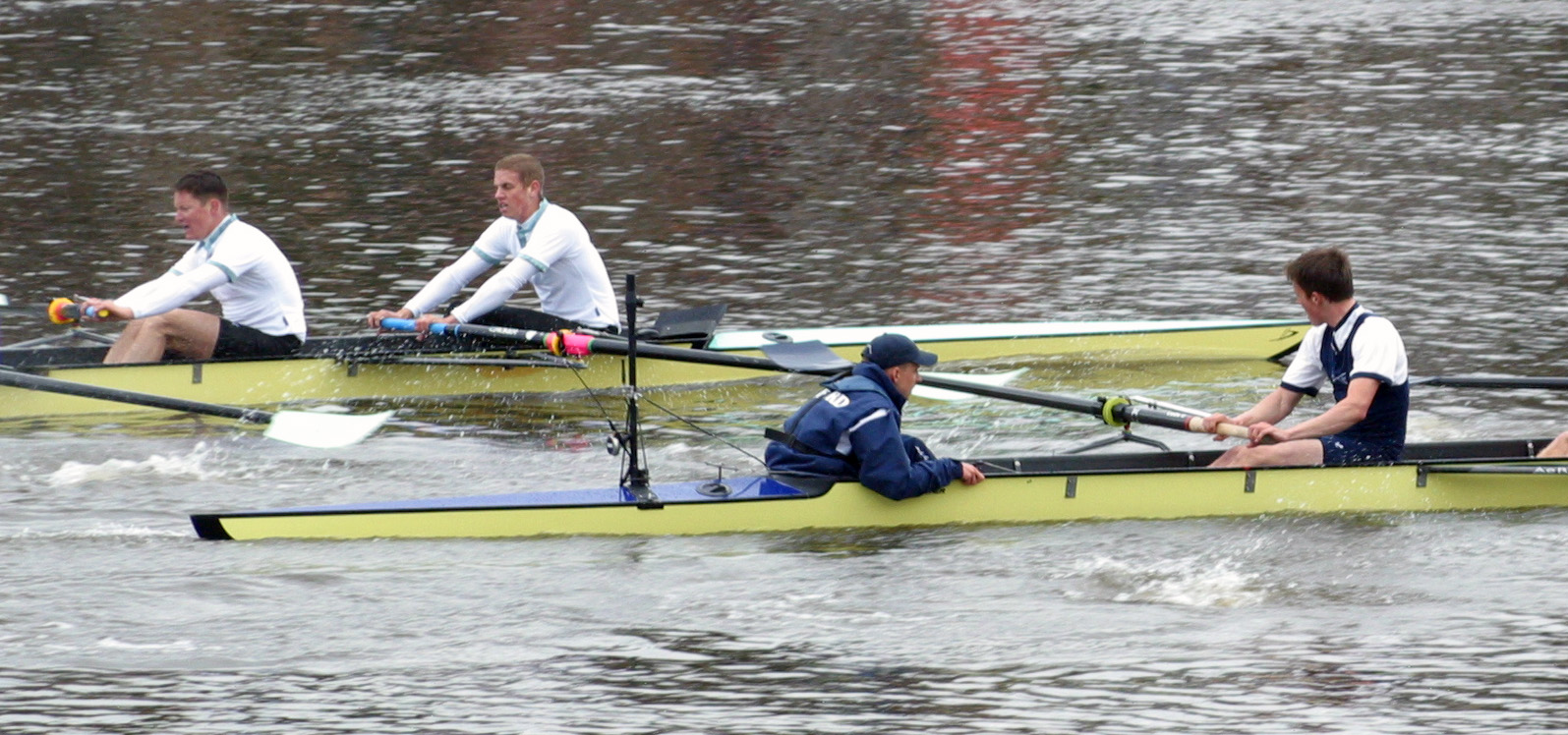
Die beiden Boote während des Rennens. Von links nach rechts: K. Coventry, B. Smith (beide Cambridge), A. Nethercott, M. Smith (beide Oxford)

Das Boat Race 2003 war die 149. Auflage der Ruderregatta zwischen den Achtern der britischen University of Oxford und der University of Cambridge. Während des Rennens, das am 6. April 2003 auf der Themse in London ausgetragen wurde, wechselte die Führung zwei Mal. Die Mannschaft von Oxford gewann schließlich mit 30 Zentimetern Vorsprung. Dies war der bis heute knappste Zieleinlauf in der Geschichte des Boat Race. Steven Redgrave, mehrfacher Goldmedaillengewinner bei Olympischen Spielen, bezeichnete es als das wohl beste Rennen, das wir erlebt haben werden.
Das von Boris Rankov geleitete Rennen wurde 2003 erstmals regulär an einem Sonntag ausgetragen. Aufgrund einer Kollision des Boots von Cambridge mit einem Boot der örtlichen Hafenmeisterei musste ein Mitglied des Achters zwei Tage vor dem Rennen ausgetauscht werden. Es war das erste Boat Race, bei dem zwei Brüderpaare in konkurrierenden Booten gegeneinander antraten.
Im Vorfeld des Rennens fanden weitere Wettbewerbe statt. Dabei besiegte „Goldie“, das zweite Boot des Cambridge University Boat Clubs, Oxfords „Isis“ im sogenannten Reserve Race; Oxford gewann dagegen das Women’s Boat Race der Damenmannschaften.

## Hintergrund

Der Streckenabschnitt auf der Themse in London

Das Boat Race ist eine Regatta, die zwischen Booten der University of Oxford (als die „Dark Blues“ bezeichnet) und der University of Cambridge (als die „Light Blues“ bezeichnet) ausgetragen wird. Das erstmals 1829 auf der Themse in London ausgetragene Rennen führt von Putney 6,8 Kilometer flussaufwärts nach Mortlake. Der Wettbewerb der beiden Universitäten wird in ganz England verfolgt und weltweit im Fernsehen übertragen. Oxford hatte das Vorjahresrennen mit einem Vorsprung von einer dreiviertel Bootslänge gewonnen und ging somit als Titelverteidiger ins Rennen. Cambridge führte die Gesamtwertung mit 77:70 Siegen an; nur das Rennen von 1877 war ohne Sieger geblieben. Aberdeen Asset Management sponserte das Rennen im vierten Jahr in Folge. Um eine zeitliche Überschneidung mit der Fernsehübertragung des Grand National zu vermeiden, wurde das Boat Race 2003 erstmals an einem Sonntag ausgetragen. Zuvor war der Wettbewerb auch 1984 an einem Sonntag ausgetragen worden. Dieses Rennen sollte ursprünglich an einem Samstag starten, musste aber aufgrund einer Kollision des Achters von Cambridge mit einem Begleitschiff kurzfristig um einen Tag verschoben werden.
Leiter des Rennens war Boris Rankov, ein früherer Regattateilnehmer und Rekordhalter, der das Rennen mit den „Dark Blues“ zwischen 1978 und 1983 sechs Mal in Folge gewonnen hatte. Cambridge wurde zum neunten Mal von Robin Williams trainiert. Oxford wurde von Sean Bowden gecoacht, dem Dan Topolski assistierte.
Im Vorfeld des Hauptrennens fanden weitere Wettbewerbe statt, darunter das Frauenrennen und das sogenannte „Reserve Race“.
- Das Frauenrennen wurde erstmals 1927 ausgetragen, findet jedoch erst seit Mitte der 1960er Jahre in jährlich wiederkehrendem Turnus im Rahmen der Henley Boat Races statt.[14]
- Das Reserve Race, ein Wettbewerb der Reservemannschaften zwischen Oxfords Boot „Isis“ und Cambridges Achter „Goldie“, wird seit 1965 veranstaltet und gewöhnlich vor dem Hauptrennen ausgetragen.[5]

## Mannschaften
Wayne Pommen, der eigentlich als erster Bugmann des Cambridge-Achters gesetzt war, verletzte sich zwei Tage vor dem Rennen bei einer Trainingsfahrt. Er brach sich das Handgelenk bei einer Kollision des Ruderboots mit dem Startboot des Hafenmeisters. Pommens Teamkollege Matthias Kleinz erhielt bei dem Unfall einen Schlag auf den Kopf, konnte jedoch am Rennen teilnehmen. James Livingston, Cambridges Nummer sieben, sagte: „Für einige Sekunden habe ich gedacht, dass ich sterben würde. Wir gaben grade alles, und plötzlich hörte ich Jims Stimme. Ich habe noch nie zuvor so viel Angst in einer Stimme vernommen.“ „Der Freitag war interessant. Wir waren durch alle möglichen Szenarien für das Rennen gegangen, aber das hatten wir nicht eingeplant. Aber ich glaube, wir sind ziemlich gut mit der Situation fertig geworden“ sagte Tim Wooge später.
Bei der Kollision wurden drei Riemen zerstört und weitere Teile des Bootes beschädigt. Das Gefährt wurde daraufhin nach Weybridge zur Reparatur gebracht. Ben Smith, Bruder von Oxfords Schlagmann Matthew, ersetzte den verletzten Pommen. Einen solch kurzfristigen Wechsel innerhalb eines Teams hatte es zuletzt beim Boat Race 1979 gegeben. Mit James und David Livingston sowie Ben und Matthew Smith würden erstmals in der Geschichte des Boat Race zwei Brüderpaare in einem Rennen gegeneinander antreten.
Das offizielle Einwiegen der Athleten fand am 1. April im London Eye statt. Die Mannschaft von Cambridge war durchschnittlich sieben Kilogramm pro Athlet schwerer als das Team von Oxford. Dies war der größte Gewichtsunterschied zwischen beiden Bootsbesatzungen seit dem Rennen von 1990 und die leichteste Mannschaft der „Dark Blues“ seit dem Boat Race von 1975. Oxford Team wurde vor dem Rennen als „Underdog“ eingeschätzt. Die Bootsbesatzung von Cambridge hatte ein Durchschnittsalter von 23 Jahren, während das Team von Oxford durchschnittlich 21 Jahre alt war. Das Team von Oxford bestand aus sieben Briten, je einem Australier und einem Kanadier, während für Cambridge vier Briten, zwei Amerikaner, zwei Deutsche und ein Australier zum Einsatz kamen. Der 30-jährige Tim Wooge nahm zum dritten Mal an einem Boat Race teil. Er war der erste Deutsche „President“ (Kapitän) des Achters von Cambridge und schwerster Teilnehmer des Rennens. Sein Counterpart Matthew Smith von den „Dark Blues“ ruderte zum vierten Mal bei einem Boat Race. Robin Bourne-Taylor, Basil Dixon und Matt Smith hatten 2002 für Oxford an der Regatta teilgenommen, während Cambridge mit James Livingston nur einen Teilnehmer hatte, der an einem vorherigen Wettbewerb teilgenommen hatte.
Die Teilnehmer der Boote waren:
| Position   | Oxford              | Oxford | Oxford | Oxford | Oxford  | Oxford         | Cambridge                | Cambridge | Cambridge | Cambridge | Cambridge | Cambridge          |
| Position   | Name                | Nat.   | Alter  | Größe  | Gewicht | College        | Name                     | Nat.      | Alter     | Größe     | Gewicht   | College            |
| ---------- | ------------------- | ------ | ------ | ------ | ------- | -------------- | ------------------------ | --------- | --------- | --------- | --------- | ------------------ |
| Bugmann    | John Adams          | GBR    | 20     | 1,93 m | 83 kg   | University     | Ben Smith                | GBR       | 19        | 1,91 m    | 85 kg     | Trinity Hall       |
| 2          | Basil Dixon         | GBR    | 21     | 1,88 m | 93 kg   | Pembroke       | Kristopher Coventry      | AUS       | 25        | 1,96 m    | 89 kg     | Queens’            |
| 3          | Samuel McLennan     | AUS    | 23     | 1,88 m | 90 kg   | Corpus Christi | Hugo Mallinson           | USA       | 23        | 1,96 m    | 96 kg     | St Catharine’s     |
| 4          | David Livingston    | GBR    | 19     | 2,01 m | 92 kg   | Christ Church  | Matthias Kleinz          | GER       | 27        | 1,88 m    | 83 kg     | Gonville and Caius |
| 5          | Robin Bourne-Taylor | GBR    | 21     | 1,91 m | 87 kg   | Christ Church  | Alexander McGarel-Groves | GBR       | 22        | 1,98 m    | 97 kg     | Peterhouse         |
| 6          | Scott Frandsen      | CAN    | 22     | 1,85 m | 82 kg   | St Edmund Hall | Tom James                | GBR       | 19        | 1,91 m    | 86 kg     | Trinity Hall       |
| 7          | Henry Morris        | GBR    | 20     | 1,85 m | 82 kg   | Magdalen       | James Livingston         | GBR       | 22        | 1,96 m    | 95 kg     | St Catharine’s     |
| Schlagmann | Matthew Smith (P)   | GBR    | 20     | 1,85 m | 81 kg   | St Anne’s      | Tim Wooge (P)            | GER       | 30        | 2,01 m    | 100 kg    | Peterhouse         |
| Steuermann | Acer Nethercott     | GBR    | 25     | 1,73 m | 55 kg   | University     | James Omartian           | USA       | 23        | 1,68 m    | 55 kg     | St Catharine’s     |

Die „Presidents“ der Boote sind mit dem Zusatz (P) gekennzeichnet.

## Die Rennen

### Hauptrennen

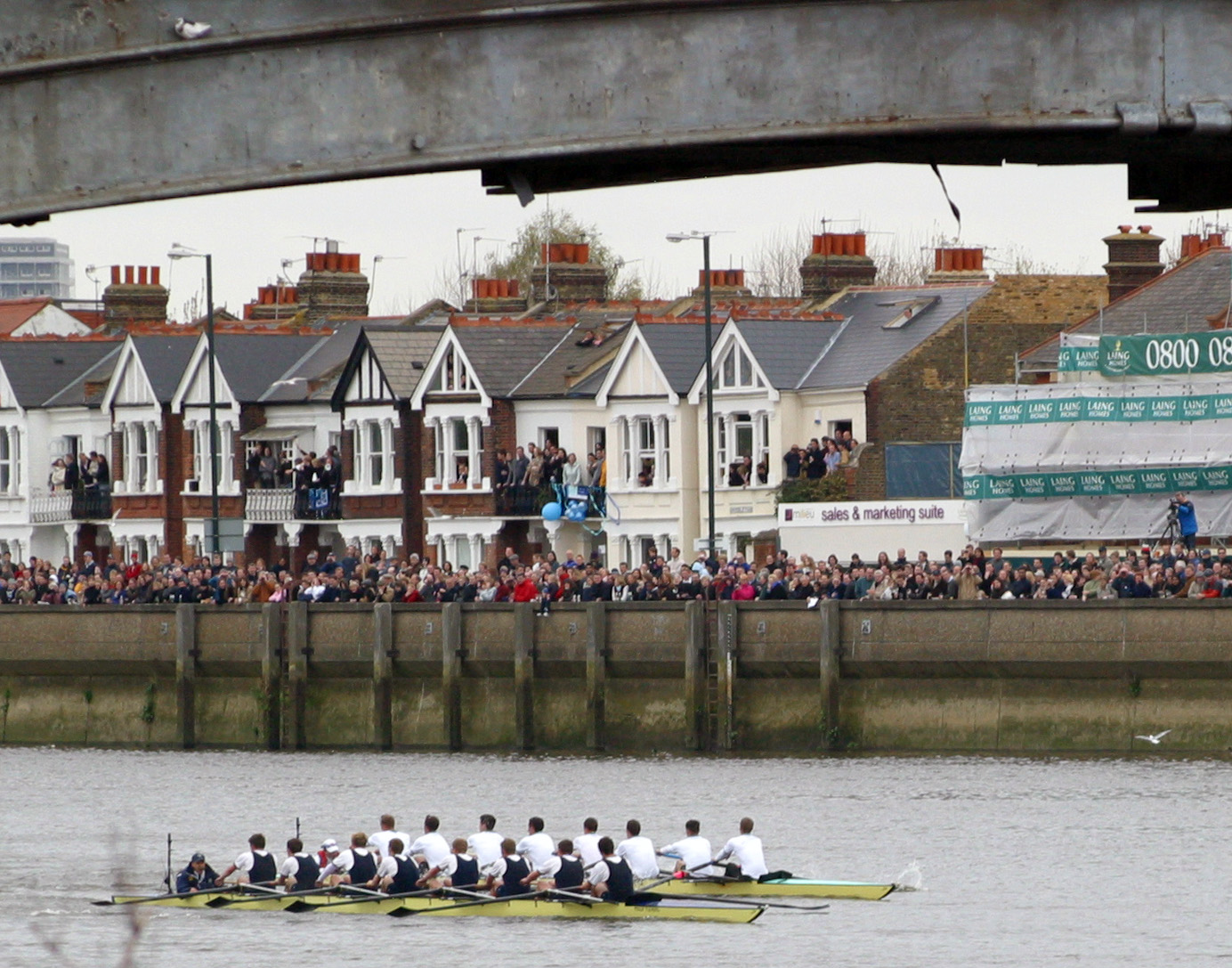
An der Barnes Bridge: das Boot von Oxford (in Dunkelblau) hat einen geringfügigen Vorsprung

Nachdem Cambridge den Münzwurf gewonnen hatte und somit die Startseite wählen durfte, entschied sich Tim Wooge als Kapitän der „Light Blues“ für einen Start vom südlichen Ufer, der sogenannten „Surrey Side“ der Themse; Oxford begann das Rennen somit von der Nordseite des Flusses (der „Middlesex Side“). Zur Startzeit des Rennens war es bedeckt und windig. Oxford übernahm mit einer geringfügig höheren Schlagfrequenz als Cambridge die Führung. Kurz nach dem Start wurden beide Steuermänner vom Rennleiter verwarnt, um ein Zusammenschlagen der Riemen zu verhindern. An der Mile Post hatte das Boot von Oxford einen Vorsprung von ungefähr einer halben Sekunde und führte nach fünf Rennminuten mit einer Drittel Bootslänge. Boris Rankov verwarnte Oxford erneut, woraufhin das Boot ausweichen musste und dadurch Zeit verlor. Nach einer Reihe geringfügiger Zusammenstöße der Riemen übernahm Cambridge erstmals die Führung und hatte an der Hammersmith Bridge einen Vorsprung von einer Sekunde. Oxford ließ Cambridge auf dem folgenden mittleren Streckenabschnitt bis Chiswick Steps nicht davonziehen, holte auf, übernahm erneut die Führung und hatte an der Barnes Bridge einen Vorsprung von einer Sekunde bzw. einer Dreiviertel Bootslänge. Oxford ließ nun nach und Cambridge kam bis auf ein Drittel Bootslänge heran. Die „Light Blues“ verkürzten den Rückstand mit jedem weiteren Schlag, aber Oxford überquerte die Ziellinie als erstes Boot mit einem Vorsprung von 30 Zentimetern vor dem Achter aus Cambridge. Dies war der bislang knappste Zieleinlauf in der Geschichte des Boat Races.
Oxford gewann das Rennen mit einer Zeit von 18 Minuten und 6 Sekunden. Rennleiter Rankov gab das Ergebnis zunächst nicht bekannt, sondern breitete nur die Arme aus und zuckte mit den Schultern. Er erhielt die Bestätigung des Ergebnisses von Zielrichter Ben Kent; der Vorsprung am Zielstrich betrug ungefähr 0,05 Sekunden. Rankov verkündete den Athleten das Ergebnis an der Chiswick Bridge mit den Worten: „One foot to Oxford“ (sinngemäß: „ein Fuß Vorsprung für Oxford“).
Es war das erste Mal in der Geschichte des Rennens, dass eine durchschnittlich um 6,4 kg pro Ruderer leichtere Mannschaft gewinnen konnte. Es war Oxfords dritter Sieg in vier Jahren; Cambridge führte in der Gesamtwertung nun mit 77:71. Bei der Siegesfeier warf die Mannschaft von Oxford ihren Steuermann, Acer Nethercott, traditionsgemäß in die Themse.

### Reserve Race und Frauenrennen
Im Reserve Race siegte Cambridges Achter „Goldie“ vor Oxfords „Isis“ mit einem Vorsprung von neun Bootslängen in einer Zeit von 18 Minuten und 4 Sekunden. Das Boot von Cambridge war zwei Sekunden schneller als das blaue Boot und konnte somit den vierten Sieg in Folge und den sechsten Sieg in sieben Jahren einfahren. Oxford hatte zuvor das 58. Frauenrennen mit einer Zeit von 6 Minuten und 35 Sekunden und einem Vorsprung von dreieinhalb Bootslängen vor dem Achter der „Light Blues“ gewonnen. Es war der zweite Sieg in Folge; Oxford holte somit in der Gesamtwertung auf 20:38 gegenüber Cambridge auf.

## Reaktionen
Matthew Smith, President und Steuermann des Oxford University Boat Club sagte: „Es fühlt sich fantastisch an und ich denke, dass es eine Weile dauern wird, dieses Gefühl zu toppen.“ Wooge war enttäuscht: „Ich ziehe meinen Hut vor Oxford, das war ein großartiges Rennen.“ Rankov bezeichnete das Rennende später als schwierigste Situation, die er als Rennleiter je erlebt habe. „Diese 30 Sekunden fühlten sich an wie ein ganzes Leben“, erinnerte sich Rankov, „nicht nur für mich, sondern genauso für die Crews und die Medien.“
Der fünffache olympische Goldmedaillengewinner Steven Redgrave, der Matthew Smith die Siegestrophäe überreichte, sagte: „Erinnert Euch immer an dieses Rennen, es wird das Beste sein, das wir je zu Lebzeiten erleben werden.“
Martin Cross von The Guardian schrieb von einem „packenden Finish“. Zudem sei ein größeres Zuschauerinteresse zu verzeichnen gewesen, was er auf die Verlegung des Austragungstermins zurückführte. Rachel Quarrell von The Daily Telegraph nannte Oxfords Sieg „episch“ und vermutete, dass es niemals ein besseres Boat Race geben werde. Christopher Dodd bezeichnete das Rennen in der Zeitschrift Rowing News als „unglaublich“ und nannte es „einen titanischen Kampf des Willens“.
Sebastian Mayer, Teilnehmer des Boat Race 2002, bei dem er als Teil des Cambridge Achters einen Asthmaanfall erlitten und das Rennen deswegen verloren hatte, verfolgte das Rennen vor Ort. „Auf einmal sah ich meine Niederlage mit anderen Augen“, so Mayer angesichts des dramatischen Rennverlaufs.
Weltweit sahen geschätzt 400 Millionen Menschen das Rennen im Fernsehen. Die Brüder James und David Livingston beschrieben das Rennen später in ihrem 2010 verlegten Buch Blood Over Water.